# Diócesis de Wurzburgo
La diócesis de Wurzburgo (en latín: Dioecesis Herbipolensis y en alemán: Bistum Würzburg) es una circunscripción eclesiástica de la Iglesia católica en Alemania. Se trata de una diócesis latina, sufragánea de la arquidiócesis de Bamberg. Desde el 16 de febrero de 2018 su obispo es Franz Jung.

## Territorio y organización

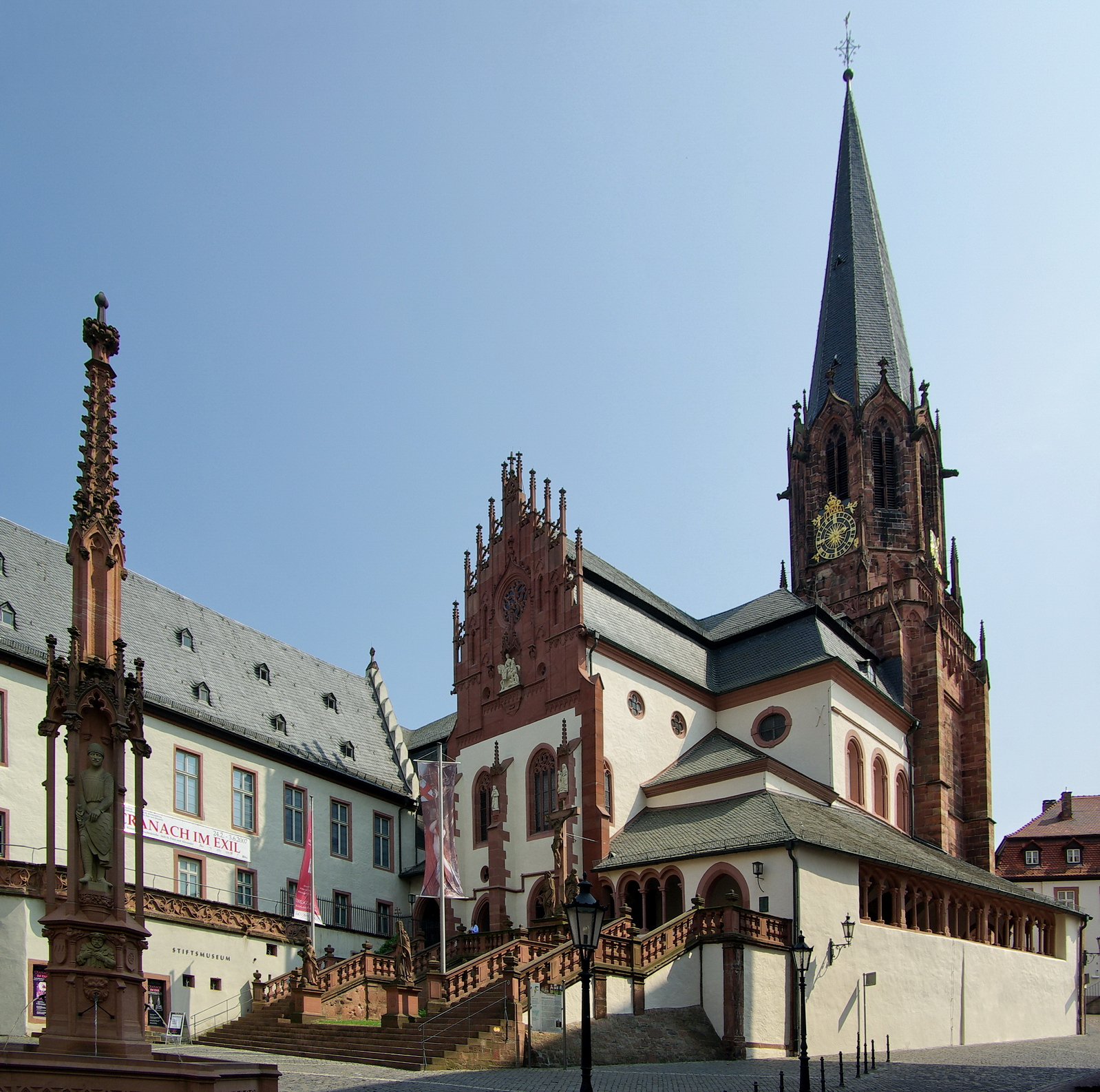
Basílica de San Pedro y San Alejandro, Aschaffenburg

La diócesis tiene 8532 km² y extiende su jurisdicción sobre los fieles católicos de rito latino residentes en casi la totalidad de Baja Franconia, en la parte noroeste del estado de Baviera.
La sede de la diócesis se encuentra en la ciudad de Wurzburgo, en donde se halla la Catedral de San Kilian. En Aschaffenburg se halla la basílica de San Pedro y San Alejandro.

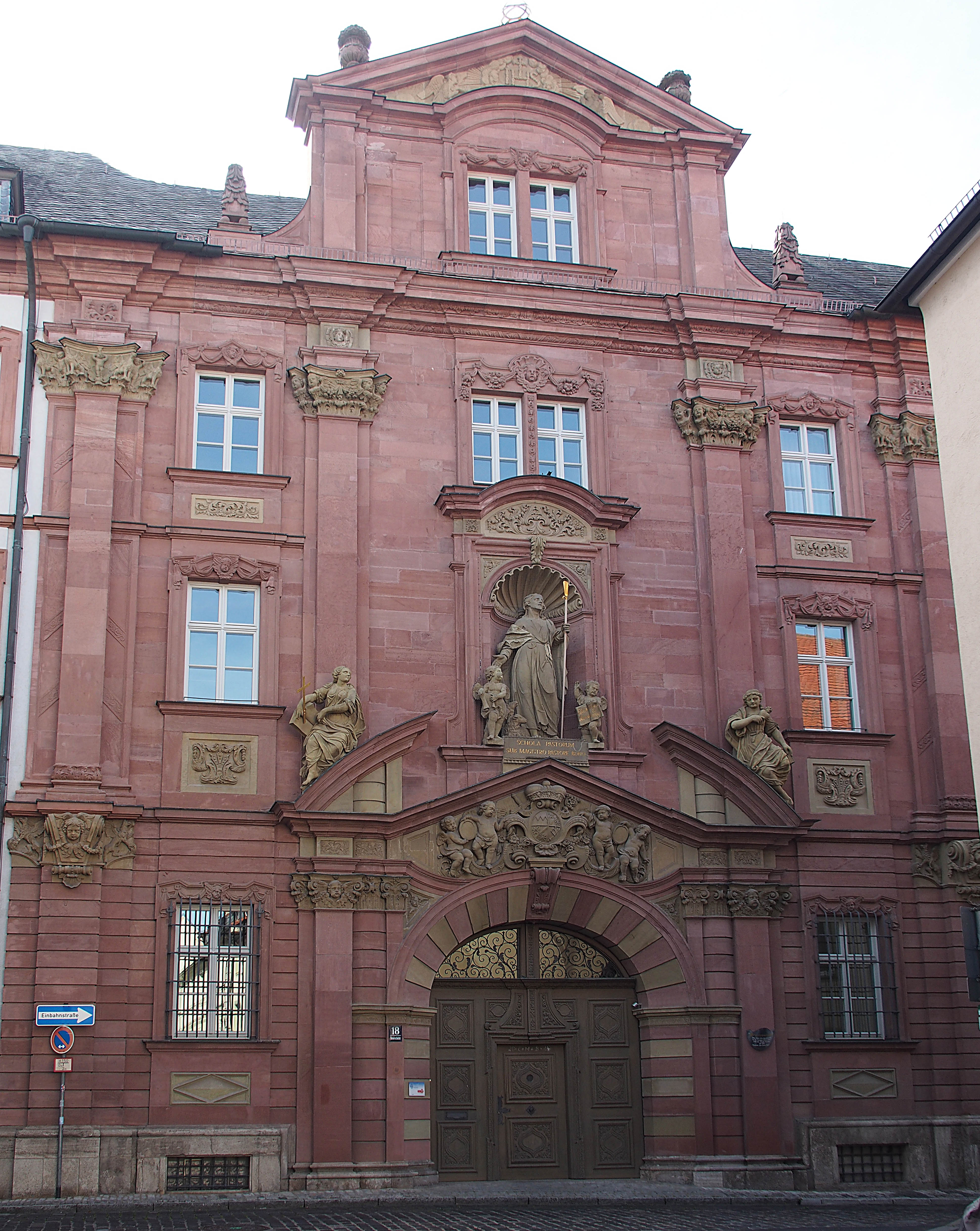
Ingreso al seminario episcopal

En 2022 en la diócesis existían 603 parroquias agrupadas en 9 decanatos: Aschaffenburg, Bad Kissingen, Haßberge, Kitzingen, Main-Spessart, Miltenberg, Rhön-Grabfeld, Schweinfurt y Würzburg.

## Historia
La diócesis de Wurzburgo fue erigida en 741, en la era de la evangelización de Alemania por san Bonifacio. Originalmente era sufragánea de la arquidiócesis de Maguncia (hoy una diócesis de Maguncia).
El 1 de noviembre de 1007 cedió una porción de su territorio para la erección de la diócesis de Bamberg (hoy arquidiócesis).
El 5 de octubre de 1752, a los obispos de Wurzburgo se les concedió el privilegio de llevar el palio en forma de arzobispo.
El obispado de Wurzburgo era un principado eclesiástico del Sacro Imperio Romano Germánico, ubicado en la Baja Franconia. En el siglo XVIII el obispo también recibió el título de obispo de Bamberg. En 1803 el principado eclesiástico fue secularizado y anexado a Baviera. Sin embargo, tras la derrota de Austria en 1805, en un complicado intercambio de tierras, Baviera concedió el obispado al ex Gran Duque de Toscana, Fernando III, que se convirtió en regente del nuevo Gran Ducado de Wurzburgo. Este permaneció en existencia hasta 1814. Después de las guerras napoleónicas, se anexó nuevamente a Baviera.
El 1 de abril de 1818 en virtud de la bula Dei ac Domini Nostri del papa Pío VII, cedió una parte del territorio para la diócesis de Bamberg, elevada simultáneamente al rango de sede metropolitana, de la que Wurzburgo se convirtió en sufragánea.
El 16 de agosto de 1821 cedió otras porciones de territorio para la erección de la arquidiócesis de Friburgo y la diócesis de Rotenburgo (hoy diócesis de Rotemburgo-Stuttgart) mediante la bula Provida solersque del papa Pío VII.
En 1826 nuevos cambios territoriales llevaron a la cesión de Coburgo y su región a la arquidiócesis de Bamberg.
El 23 de julio de 1973 cedió una porción de su territorio, en la República Democrática Alemana, para la erección de la administración apostólica de Erfurt-Meiningen, erigida en diócesis con el nombre de diócesis de Erfurt en 1994.

## Estadísticas
Según el Anuario Pontificio 2023 la diócesis tenía a fines de 2022 un total de 774 000 fieles bautizados.
| Año                                                                             | Población            | Población | Población      | Sacerdotes | Sacerdotes    | Sacerdotes    | Bautizados por sacerdote | Diáconos permanentes | Religiosos | Religiosos | Parroquias |
| Año                                                                             | Bautizados católicos | Total     | % de católicos | Total      | Clero secular | Clero regular | Bautizados por sacerdote | Diáconos permanentes | Varones    | Mujeres    | Parroquias |
| ------------------------------------------------------------------------------- | -------------------- | --------- | -------------- | ---------- | ------------- | ------------- | ------------------------ | -------------------- | ---------- | ---------- | ---------- |
| 1950                                                                            | 872 649              | 1 485 618 | 58.7           | 1136       | 846           | 290           | 768                      |                      | 782        | 5123       | 484        |
| 1970                                                                            | 975 638              | 1 621 426 | 60.2           | 1119       | 817           | 302           | 871                      | 1                    | 571        | 4391       | 634        |
| 1980                                                                            | 943 562              | 1 280 969 | 73.7           | 990        | 708           | 282           | 953                      | 29                   | 485        | 3917       | 613        |
| 1990                                                                            | 913 514              | 1 208 000 | 75.6           | 844        | 611           | 233           | 1082                     | 79                   | 419        | 2347       | 617        |
| 1999                                                                            | 898 824              | 1 327 786 | 67.7           | 799        | 602           | 197           | 1124                     | 119                  | 356        | 1671       | 620        |
| 2000                                                                            | 896 783              | 1 330 864 | 67.4           | 796        | 573           | 223           | 1126                     | 125                  | 389        | 1575       | 620        |
| 2001                                                                            | 890 838              | 1 333 803 | 66.8           | 755        | 572           | 183           | 1179                     | 130                  | 339        | 1550       | 620        |
| 2002                                                                            | 886 233              | 1 338 077 | 66.2           | 745        | 556           | 189           | 1189                     | 138                  | 318        | 1415       | 619        |
| 2003                                                                            | 880 887              | 1 342 262 | 65.6           | 746        | 546           | 200           | 1180                     | 134                  | 342        | 1357       | 618        |
| 2004                                                                            | 873 676              | 1 344 404 | 65.0           | 758        | 550           | 208           | 1152                     | 145                  | 349        | 1249       | 618        |
| 2010                                                                            | 826 504              | 1 334 000 | 62.0           | 547        | 477           | 70            | 1510                     | 98                   | 224        | 980        | 619        |
| 2014                                                                            | 784 605              | 1 297 727 | 60.5           | 645        | 482           | 163           | 1216                     | 206                  | 279        | 1073       | 618        |
| 2017                                                                            | 767 100              | 1 298 900 | 59.1           | 603        | 453           | 150           | 1272                     | 205                  | 253        | 1055       | 612        |
| 2020                                                                            | 773 140              | 1 318 023 | 58.7           | 540        | 416           | 124           | 1431                     | 208                  | 384        | 885        | 609        |
| 2022                                                                            | 774 000              | 1 320 093 | 58.6           | 502        | 373           | 129           | 1541                     | 201                  | 365        | 574        | 603        |
| Fuente: Catholic-Hierarchy, que a su vez toma los datos del Anuario Pontificio. |                      |           |                |            |               |               |                          |                      |            |            |            |

## Episcopologio

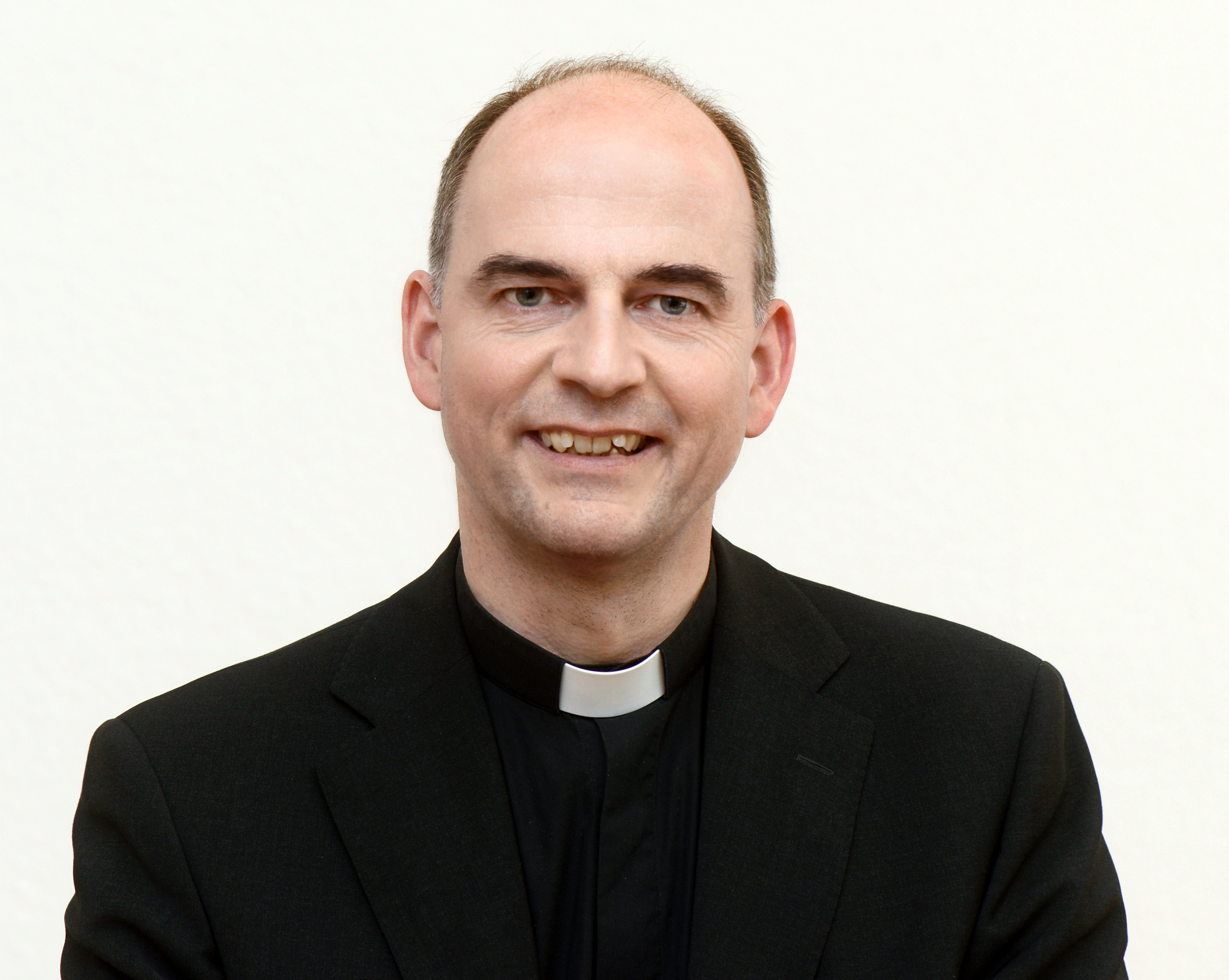
Franz Jung, obispo de Wurzburgo desde 2018

- San Burcardo † (1 de abril de 742-753 renunció)
- San Megingaudo † (753-785 renunció)
- Bernolfo † (785-26 de septiembre de 794 falleció)
- San Gumberto † (794-11 de marzo de 795 falleció)
- Luderico † (27 de febrero de 795-27 de febrero de 802 falleció)
- Egilwardo † (6 de junio de 802-24 de abril de 809 falleció)
- Wolfgardo † (12 de mayo de 809-noviembre de 831 falleció)
- Umberto † (31 de diciembre de 831-9 de marzo de 842 falleció)
- Godwaldo de Henneberg † (1 de abril de 842-20 de septiembre de 855 falleció)
- San Arno de Endsee † (29 de noviembre de 855-13 de julio de 892 falleció)
- Rodolfo de Rothenburg † (1 de agosto de 892-3 de agosto de 908 falleció)
- Teodoro de Rothenburg † (1 de septiembre de 908-15 de noviembre de 931 falleció)
- Burcardo II † (2 de diciembre de 931-25 de marzo de 941 falleció)
- Poppo I † (3 de abril de 941-16 de febrero de 961 falleció)
- Poppo II † (2 de marzo de 961-23 de julio de 984 falleció)
- Ugo de Rothenburg † (22 de agosto de 984-29 de agosto de 990 falleció)
- Bernvardo de Rothenburg † (2 de septiembre de 990-20 de septiembre de 995 falleció)
- Enrico de Rothenburg † (24 de noviembre de 995-14 de noviembre de 1018 falleció)
- Mainardo de Rothenburg † (2 de diciembre de 1018-22 de marzo de 1034 falleció)
- San Bruno de Carinzia † (14 de abril de 1034-27 de mayo de 1045 falleció)
- San Adalberone † (30 de junio de 1045-1088 renunció)
- Einardo (Eginardo) de Rothenburg † (25 de julio de 1088-28 de febrero de 1104 falleció)[nota 2]
- Roberto von Tundorf † (26 de marzo de 1104-11 de octubre de 1106 falleció)
- Erlung von Calw † (1106-28 de diciembre de 1121 falleció)
- Rudiger von Vaihingen † (enero de 1122-1125 falleció)
- Embrico von Leiningen † (1125-10 de noviembre de 1146 falleció)
- Sigfrido von Truhendingen † (marzo de 1147-después del 20 de agosto de 1150 falleció)
- Gebeardo von Henneberg † (1151-17 de marzo de 1159 falleció)
- Enrico von Stuhlingen † (14 de julio de 1159-14 de abril de 1165 falleció)
- Aroldo von Hochheim † (14 de junio de 1165-3 de agosto de 1171 falleció)
- Reginardo von Abenberg † (1 de septiembre de 1171-15 de junio de 1184 falleció)
- Goffredo von Spitzenberg-Helfenstein † (12 de agosto de 1184-6 de marzo de 1190 falleció)
  - Filippo de Svevia † (1190-1191 renunció) (obispo electo)
- Enrico de Berg † (1192-junio de 1197 falleció)
  - Goffredo de Hohenlohe † (1197 falleció) (obispo electo)
- Corrado de Querfurt † (junio de 1198-4 de diciembre de 1202 falleció)
- Enrico de Katzburg † (diciembre de 1202-20 de julio de 1207 falleció)
- Ottone de Lobdeburg † (agosto de 1207-5 de diciembre de 1223 falleció)
- Dietrich de Homburg † (14 de diciembre de 1223-20 de febrero de 1225 falleció)
- Ermanno de Lobdeburg † (27 de febrero de 1225-3 de marzo de 1254 falleció)
- Iring de Reinstein-Homburg † (12 de abril de 1254-22 de noviembre de 1265 falleció)
- Poppo de Trimberg † (25 de mayo de 1268-19 de septiembre de 1270 falleció)
  - Bertoldo de Henneberg † (1271-1274 falleció) (antiobispo)
- Bertoldo de Sternberg † (23 de octubre de 1274-13 de noviembre de 1287 falleció)
- Mangoldo de Neuenburg † (noviembre de 1287-29 de julio de 1303 falleció)
- Andrea de Gundelfingen † (agosto de 1303-14 de diciembre de 1313 falleció)
- Goffredo de Hohenlohe † (20 de junio de 1317[nota 3] - 4 de septiembre de 1322 falleció)
  - Federico de Stolberg † (1313-1317) (antiobispo)
- Volframio de Grumbach † (26 de agosto de 1323-6 de julio de 1333 falleció)
- Ottone de Wolfskeel † (2 de diciembre de 1333-23 de agosto de 1345 falleció)
  - Ermanno Hummel de Lichtenberg † (30 de julio de 1333-21 de marzo de 1335 falleció) (antiobispo)
- Alberto de Hohenberg † (19 de octubre de 1345-7 de octubre de 1349 nombrado obispo de Frisinga)
- Alberto de Hohenlohe † (8 de febrero de 1350-27 de junio de 1372 falleció)
- Gerardo de Schwarzburg † (6 de octubre de 1372-9 de noviembre de 1400 falleció)
- Giovanni de Egloffstein † (9 de mayo de 1402-22 de noviembre de 1411 falleció)
- Giovanni de Brunn † (18 de marzo de 1412-9 de enero de 1440 falleció)
- Sigismondo de Sajonia † (20 de enero de 1440 por sucesión-19 de noviembre de 1443 depuesto)
- Gottfried von Limpurg † (16 de octubre de 1443-1 de abril de 1455 falleció)
- Johann von Grumbach † (16 de junio de 1455-11 de abril de 1466 falleció)
- Rudolf von Scherenberg † (20 de junio de 1466-29 de abril de 1495 falleció)
- Lorenz von Bibra † (10 de julio de 1495-6 de febrero de 1519 falleció)
- Konrad von Thüngen † (13 de abril de 1519-16 de junio de 1540 falleció)
- Konrad von Bibra † (27 de agosto de 1540-8 de agosto de 1544 falleció)
- Melchior Zobel von Guttenberg † (27 de octubre de 1544-14 de abril de 1558 falleció)
- Friedrich von Wirsberg † (4 de noviembre de 1558-12 de noviembre de 1573 falleció)
- Julius Echter von Mespelbrunn † (4 de junio de 1574-13 de septiembre de 1617 falleció)
- Johann Gottfried von Aschhausen † (12 de febrero de 1618-29 de diciembre de 1622 falleció)[nota 4]
- Philipp Adolf von Ehrenberg † (19 de marzo de 1624-16 de julio de 1631 falleció)
- Franz von Hatzfeld † (3 de enero de 1632-30 de julio de 1642 falleció)[nota 5]
- Johann Philipp von Schönborn † (18 de abril de 1644-23 de agosto de 1649 nombrado arzobispo de Maguncia)
  - Johann Philipp von Schönborn † (23 de agosto de 1649-12 de febrero de 1673 falleció) (administrador apostólico)
- Johann Hartmann von Rosenbach † (10 de septiembre de 1674-19 de abril de 1675 falleció)
- Peter Philipp von Dernbach † (24 de febrero de 1676-22 de abril de 1683 falleció)
  - Konrad Wilhelm von Wernau † (31 de mayo de 1683-5 de septiembre de 1684 falleció) (obispo eletto)
- Johann Gottfried von Guttenberg † (12 de agosto de 1686-14 de diciembre de 1698 falleció)
- Johann Philipp von Greiffenklau † (1 de junio de 1699-3 de agosto de 1719 falleció)
- Johann Philipp Franz von Schönborn † (15 de diciembre de 1719-18 de agosto de 1724 falleció)
- Christoph Franz von Hutten † (20 de diciembre de 1724-25 de marzo de 1729 falleció)
- Friedrich Karl von Schönborn-Buchheim † (3 de agosto de 1729-25 de julio de 1746 falleció)[nota 6]
- Anselm Franz von Ingelheim † (28 de noviembre de 1746-26 de julio de 1749 falleció)
- Karl Philipp von Greiffenklau † (21 de julio de 1749-25 de noviembre de 1754 falleció)
- Adam Friedrich von Seinsheim † (17 de marzo de 1755-23 de mayo de 1757 nombrado arzobispo de Bamberg)
  - Adam Friedrich von Seinsheim † (23 de mayo de 1757-18 de febrero de 1779 falleció) (administrador apostólico)
  - Franz Ludwig von Erthal † (12 de julio de 1779-14 de febrero de 1795 falleció) (administrador apostólico)[nota 7]
- Georg Karl von Fechenbach † (1 de junio de 1795-9 de abril de 1808 falleció)[nota 8]
  - Sede vacante (1808-1818)
- Adam Friedrich von Groß zu Trockau † (2 de octubre de 1818-21 de marzo de 1840 falleció)
- Georg Anton von Stahl † (13 de julio de 1840-13 de julio de 1870 falleció)
- Johann Valentin von Reißmann † (6 de marzo de 1871-17 de noviembre de 1875 falleció)
  - Sede vacante (1875-1879)
- Franz Joseph von Stein † (28 de febrero de 1879-12 de febrero de 1898 nombrado arzobispo de Múnich y Frisinga)
- Ferdinand von Schlör † (24 de marzo de 1898-2 de junio de 1924 falleció)
- Matthias Ehrenfried † (30 de septiembre de 1924-29 de mayo de 1948 falleció)
- Julius August Döpfner † (11 de agosto de 1948-15 de enero de 1957 nombrado obispo de Berlín)
- Josef Stangl † (27 de junio de 1957-8 de enero de 1979 renunció)
- Paul-Werner Scheele † (31 de agosto de 1979-14 de julio de 2003 retirado)
- Friedhelm Hofmann (25 de junio de 2004-18 de septiembre de 2017 retirado)
- Franz Jung, desde el 16 de febrero de 2018